# Nhà Xanh
Nhà Xanh (tiếng Anh: Blue House) hay Thanh Ngõa Đài (tiếng Hàn: 청와대; Hanja: 靑瓦臺; Romaja: Cheongwadae, n.đ. '"Đài ngói xanh"') là một cung điện cổ được xây dựng từ thời kỳ của nhà Triều Tiên, từng có một thời gian được sử dụng làm dinh Tổng thống Đại Hàn Dân Quốc. Nhà Xanh là biểu tượng chính trị, quyền lực và văn hóa, nơi ở và làm việc chính thức của các đời Tổng thống Hàn Quốc đồng thời cũng là một địa điểm thu hút khách du lịch nổi tiếng. Nhà Xanh tọa lạc tại số 01 đường Cheong Wa Dae, quận Jongno, thành phố Seoul.

## Khái quát
Vùng đất Thanh Ngõa Đài ngày nay vốn là di tích của hoàng cung vương quốc Cao Ly. Đến thời kỳ của nhà Triều Tiên, hoàng cung được chuyển đến Gyeongbokgung, Thanh Ngõa Đài sau đó trở thành hậu hoa viên. Trong giai đoạn Triều Tiên thuộc Nhật, người Nhật cho xây dựng dinh Toàn quyền Nhật Bản ở Thanh Ngõa Đài - nay là tòa nhà chính. Từ năm 1945-1948, Nhật bại trận và đầu hàng Đồng Minh, bán đảo Triều Tiên được giải phóng và nhà nước Đại Hàn Dân Quốc được thành lập như một nền dân chủ, trong suốt thời kỳ của chính phủ lâm thời, Nhà Xanh được dùng làm nơi ở và làm việc cho Bộ trưởng Bộ Quốc phòng Hoa Kỳ, sau đó mới chuyển đổi thành Phủ Tổng thống Hàn Quốc.
Sau khi nhậm chức vào tháng 5 năm 2022, tân tổng thống Hàn Quốc Yoon Suk-yeol đã tuyên bố chuyển chức năng dinh Tổng thống Hàn Quốc từ Nhà Xanh sang tòa công thự số 22 Itaewon-ro, Quận Yongsan, Seoul, vốn đang được sử dụng làm trụ sở của Bộ Quốc phòng. Nhà Xanh được bàn giao và dự định sẽ chuyển đổi thành một công viên di tích lịch sử quốc gia.

## Sự cố
Nhà Xanh là hiện trường vụ án, nơi xảy ra vụ ám sát Tổng thống Park Chung-hee gây chấn động trong lịch sử Hàn Quốc.

## Hình ảnh

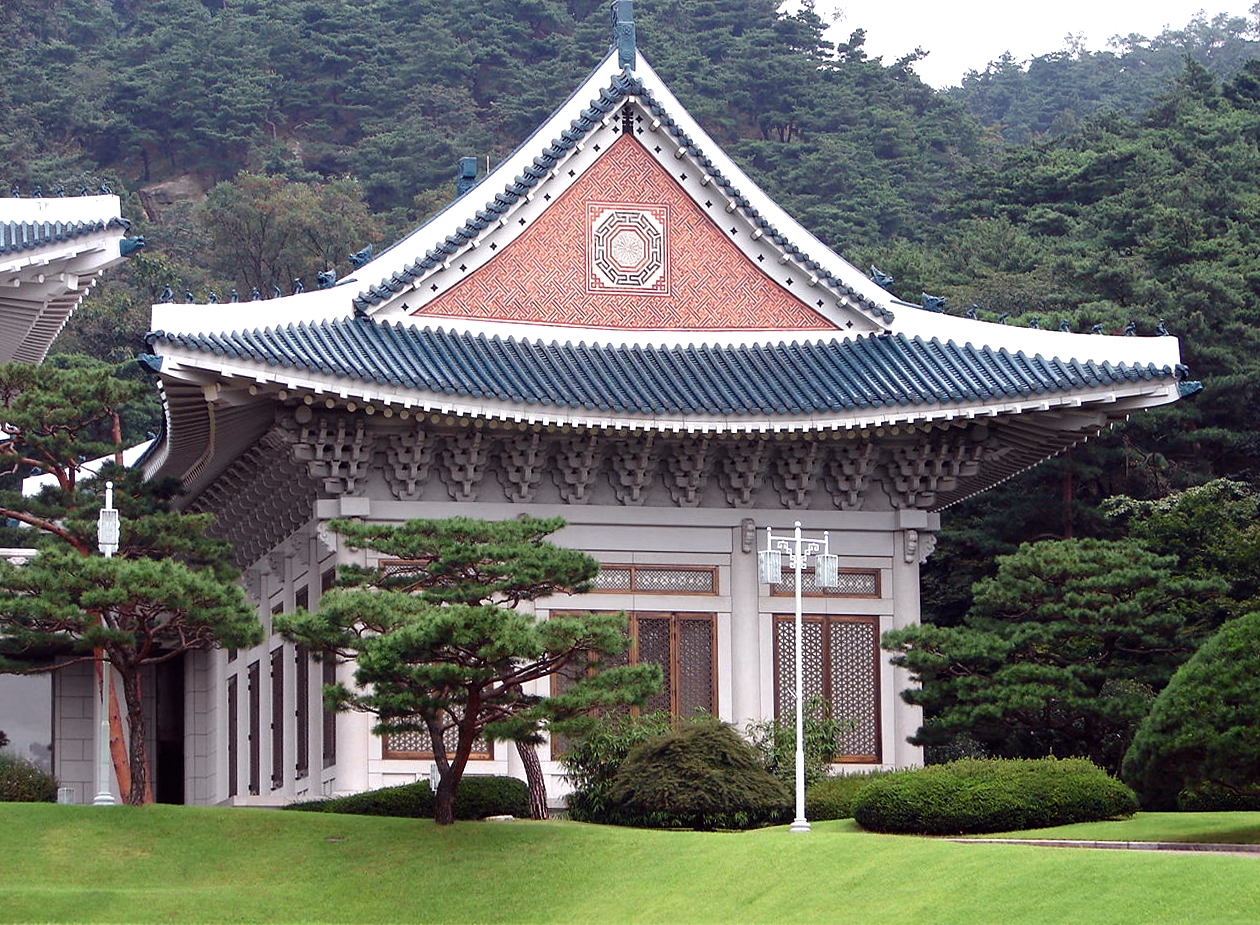
Một trong những toà nhà tiếp khách chính
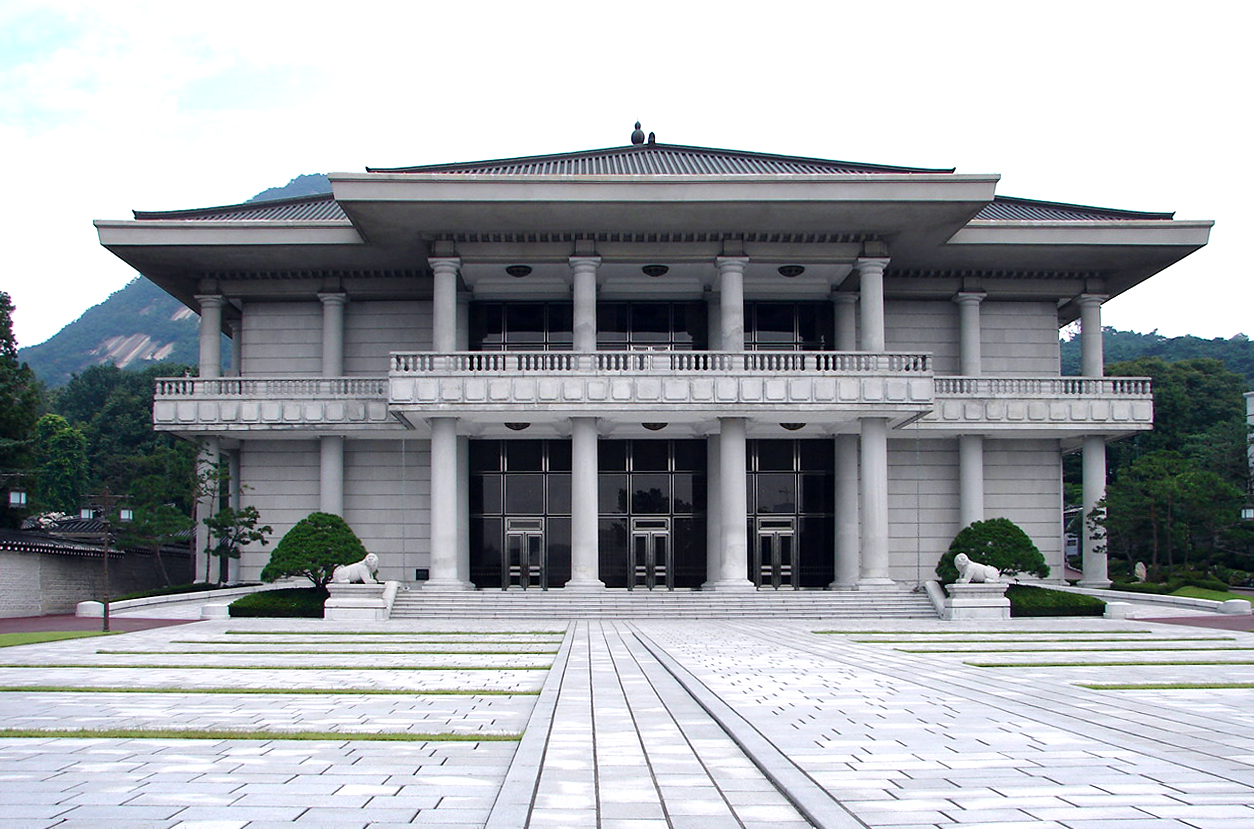
Toà nhà khác tại trung tâm tiếp khách
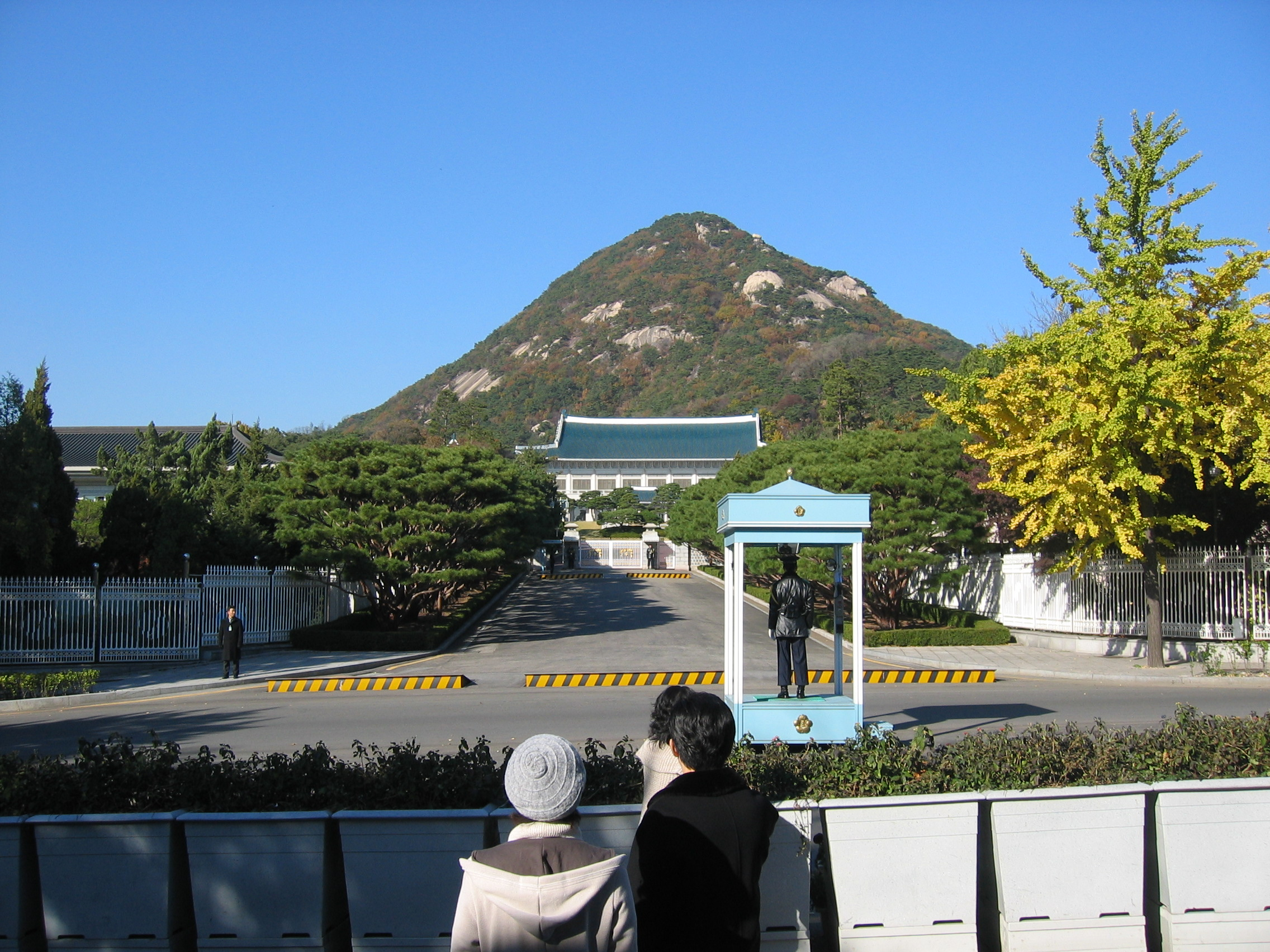
Gần lối vào Nhà Xanh
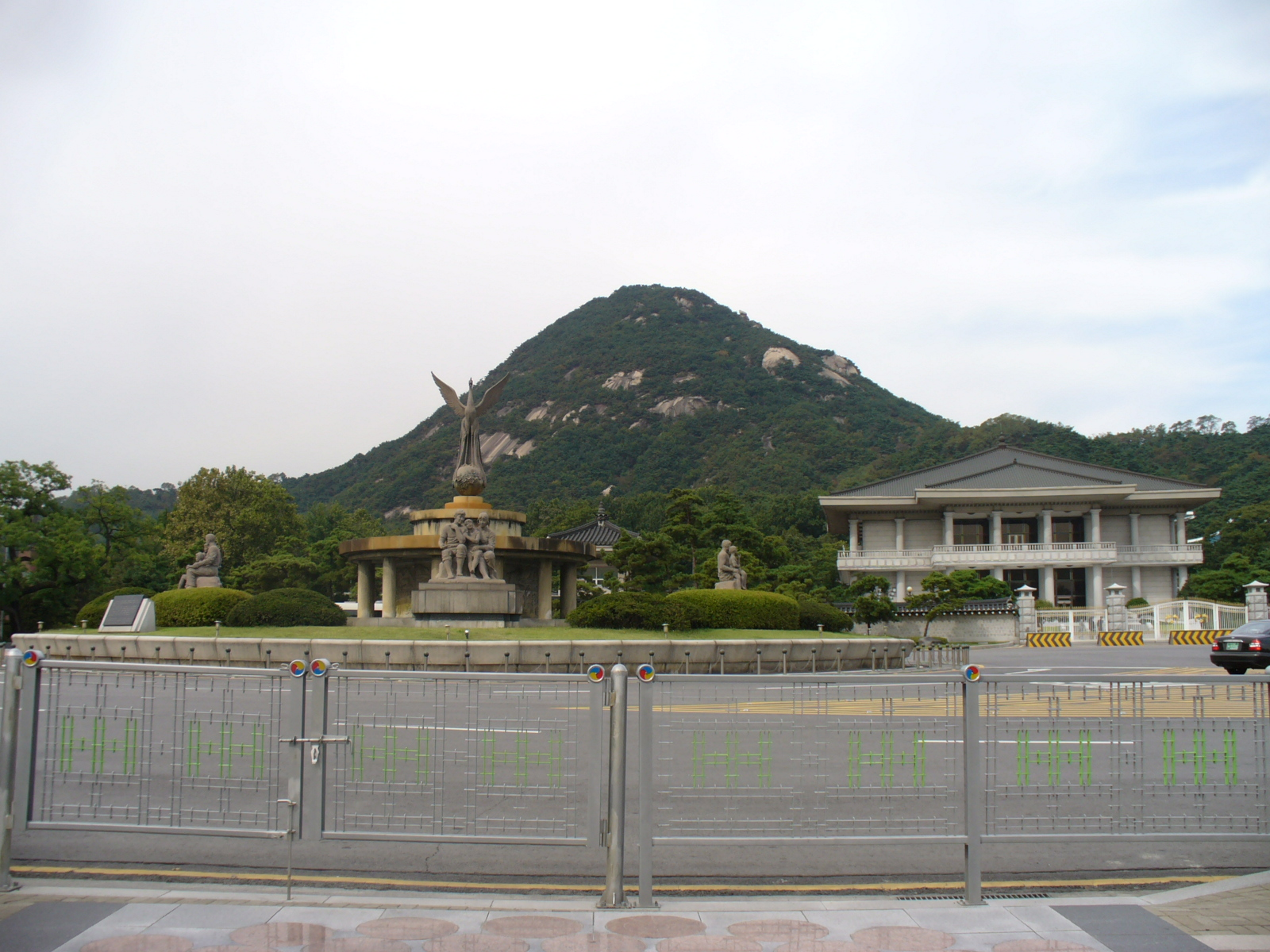
Đài tưởng niệm ở phía trước Nhà Xanh, toà nhà hành chính trong khuôn viên
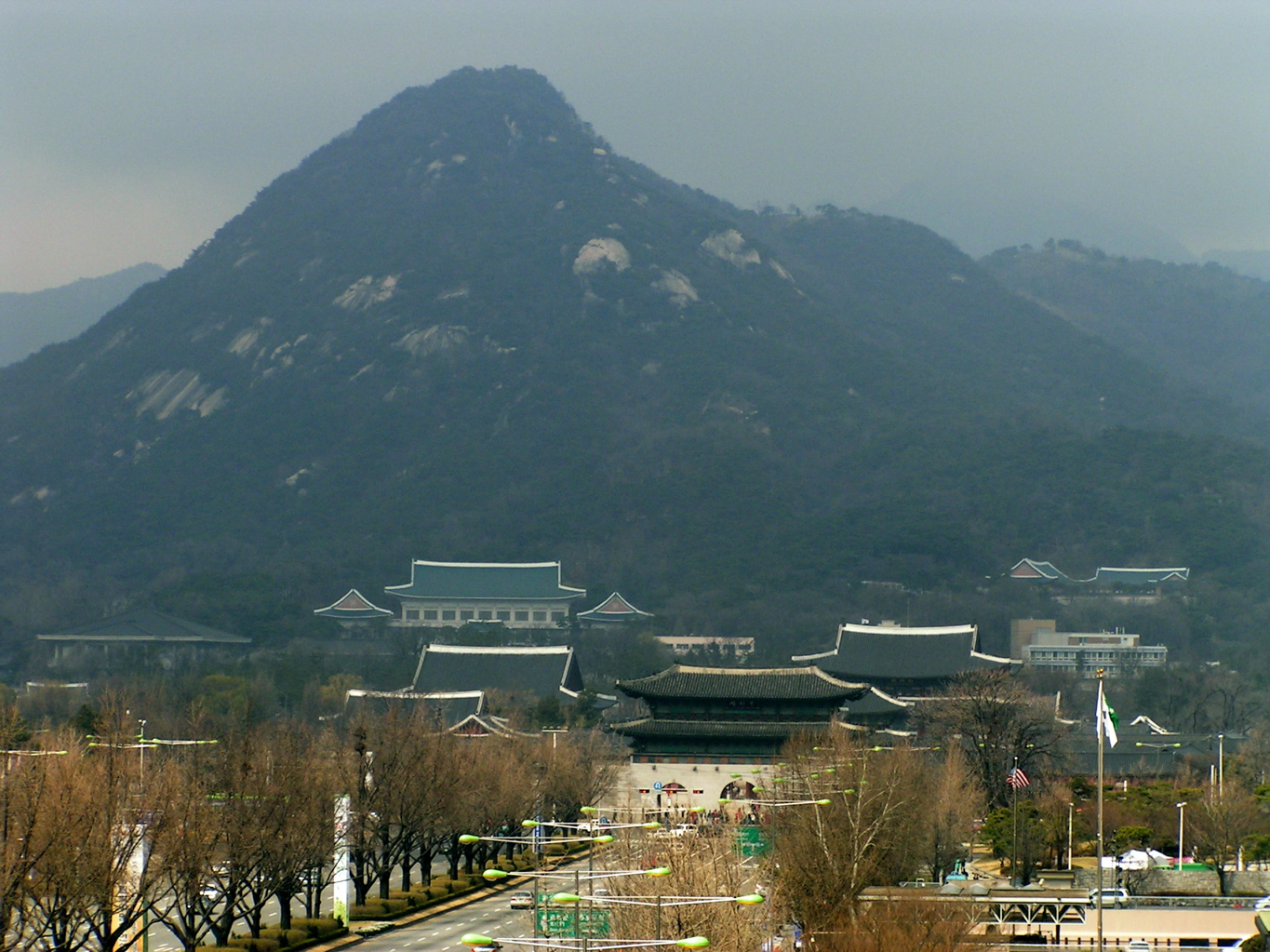
Ngắm Cảnh Phúc cung và Nhà Xanh từ dưới chân núi Bukaksan
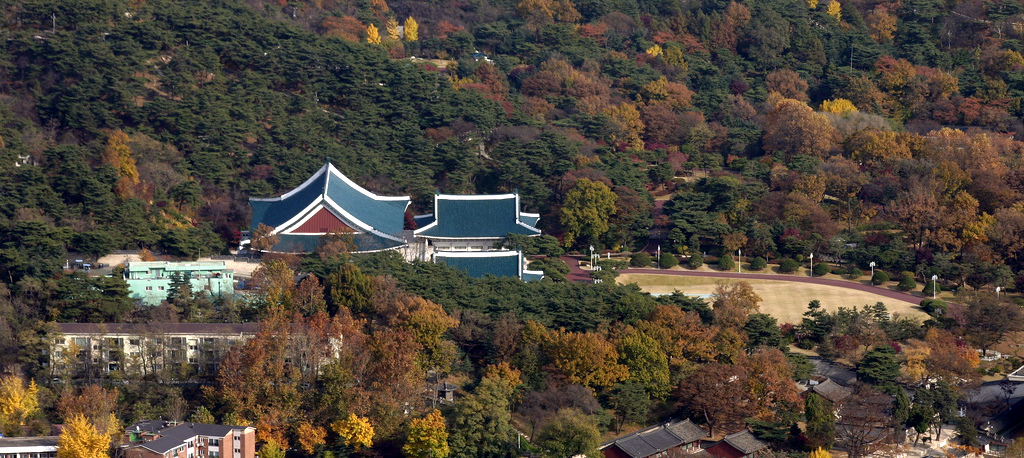
Nhà Xanh nhìn từ trên cao
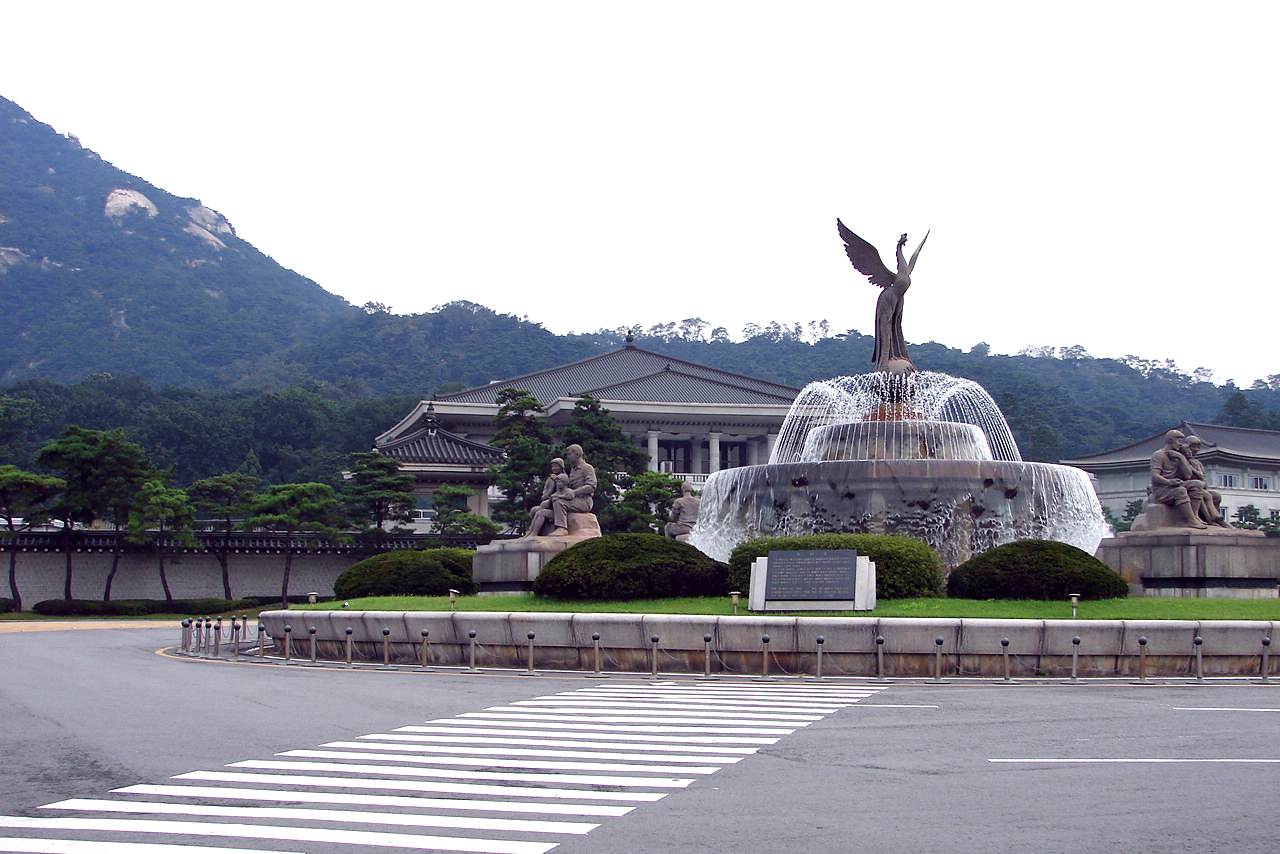
Đài phun nước trước Nhà Xanh
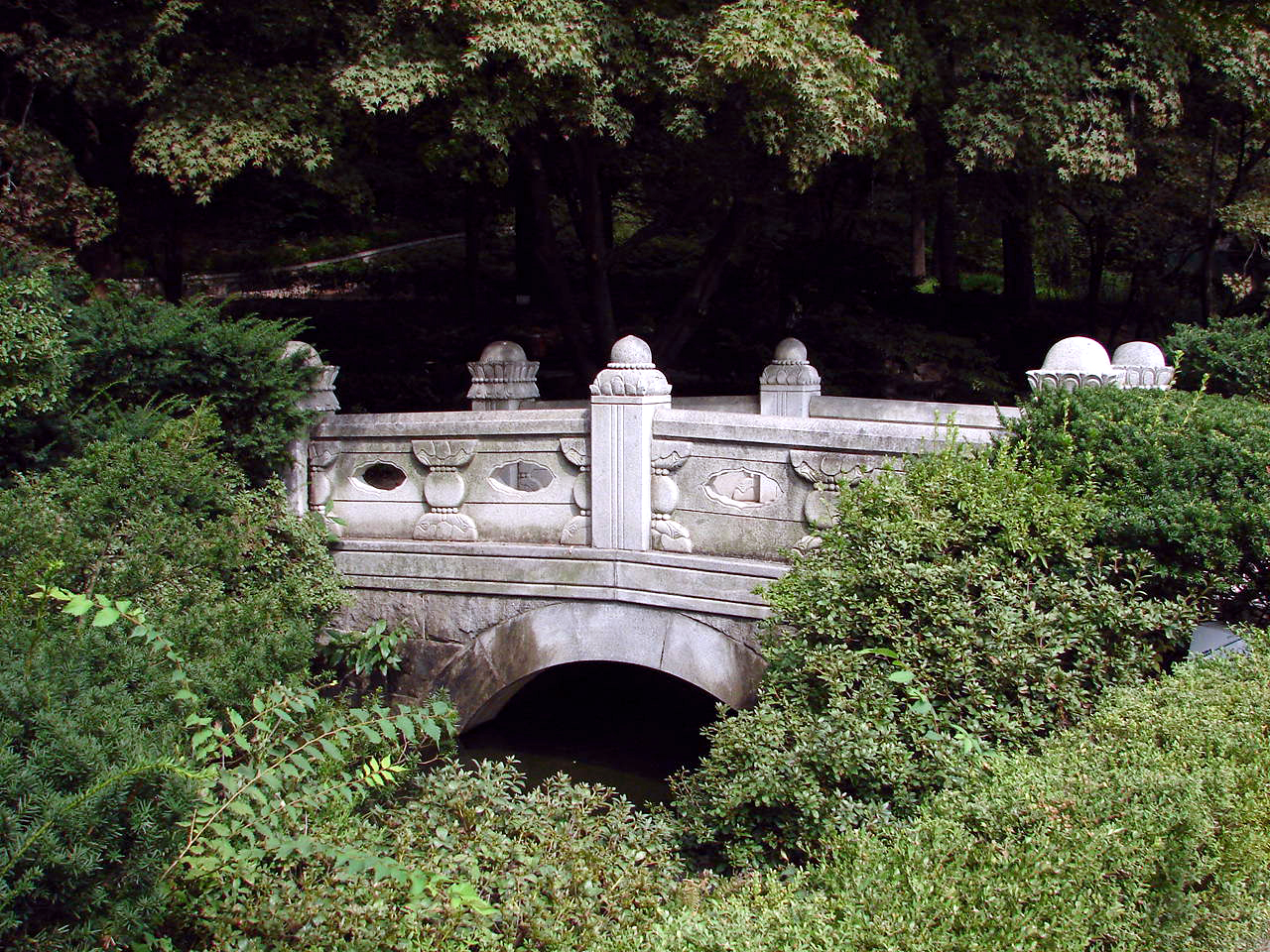
Cây cầu nối giữa vườn và trung tâm tiếp khách
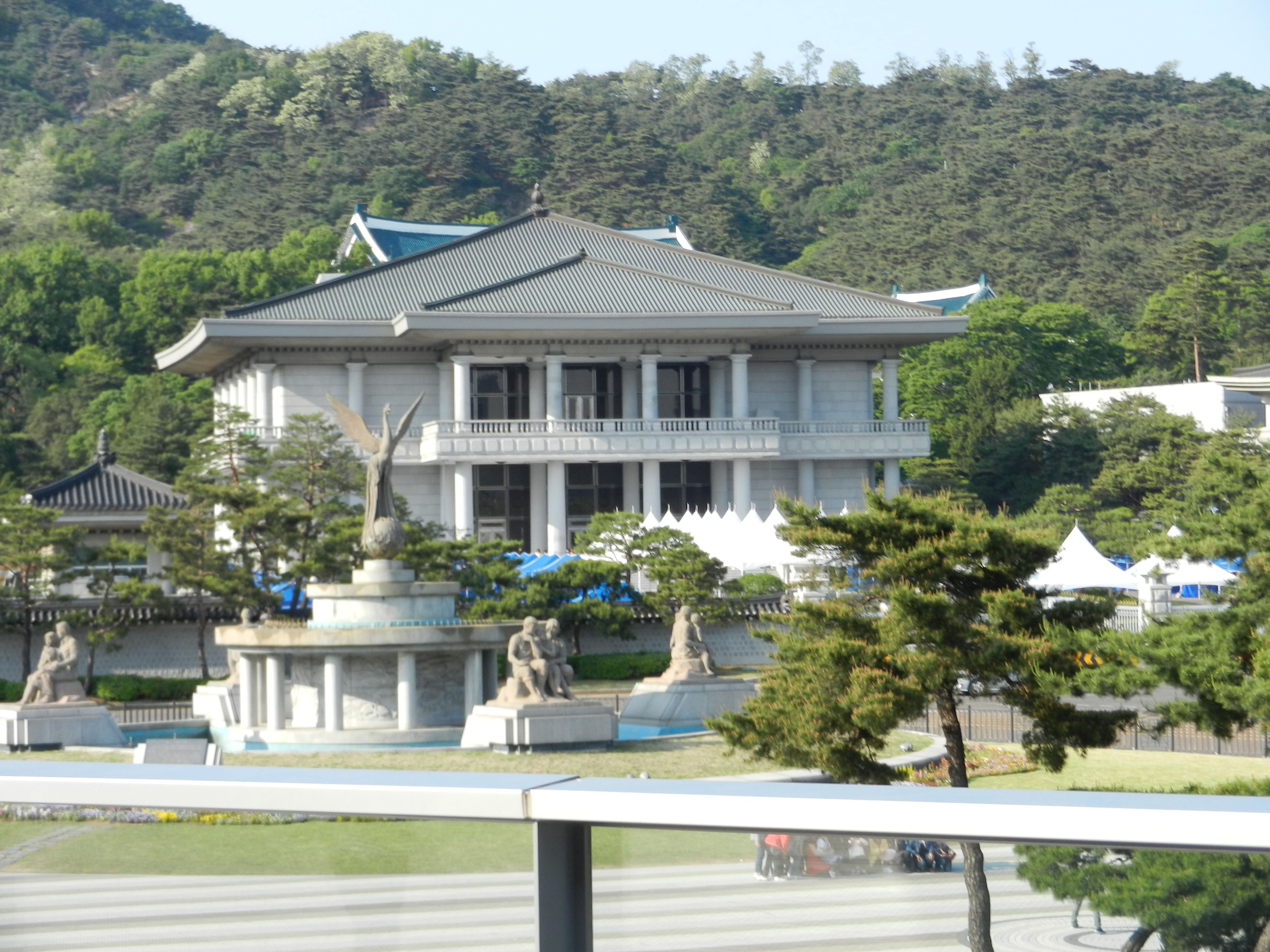
Xem từ ban công của trung tâm du khách